# Microterangis coursiana
Microterangis coursiana là một loài thực vật có hoa trong họ Lan. Loài này được (H.Perrier) Senghas mô tả khoa học đầu tiên năm 1985.